# Autrey-lès-Cerre
Autrey-lès-Cerre település Franciaországban, Haute-Saône megyében. Lakosainak száma 240 fő (2022. január 1.). Autrey-lès-Cerre Liévans, Borey, Cerre-lès-Noroy, Montjustin-et-Velotte és Noroy-le-Bourg községekkel határos.

## Népesség
A település népességének változása:
| Lakosok száma | 228  | 232  | 234  | 234  | 236  | 239  | 241  | 241  | 240  |
|               | 2013 | 2015 | 2016 | 2017 | 2018 | 2019 | 2020 | 2021 | 2022 |